# Galathowenia piltzi
Galathowenia piltzi är en ringmaskart som beskrevs av Blake in Blake, Hilbig och Scott 2000. Galathowenia piltzi ingår i släktet Galathowenia och familjen Oweniidae. Inga underarter finns listade i Catalogue of Life.